# Захар Прилепин
Јевгеније Николајевич Прилепин (рус. Евгений Николаевич Прилепин; Иљинка у Рјазанској области, 7. јул 1975) руски је писац, филолог и публициста.
Ветеран је рата у Чеченији (као командир одреда специјалне полиције), по политичком убјеђењу је националбољшевик био је члан партије „Друга Русија” Едуарда Лимонова.

## Биографија
Захар Прилепин (рус. Захар Прилепин) је рођен 1975. године у селу Иљинка у Рјазанској области. Дипломирао је на Филолошком факултету Нижегородског државног универзитета. Младост је провео у граду Дзержинску. Радио је као физикалац, гробар, избацивач у ноћним клубовима, командант јединице ОМОН-а (Одељења полиције за посебне намене), учествовао у борбеним дејствима у Чеченији, водитељ ауторских ТВ и радио програма, рок певач и члан групе „Елефанк”, секретар савеза писаца Русије. Ожењен је и отац је четворо деце. Сада ради као новинар. Живи у забитом селу Керженец, али и граду Нижњем Новгороду. Књижевна дела објављује од 2003. године.
6. маја 2023. године аутомобил у ком се налазио Прилепин, експлодирао је у Нижегородској области у Русији, он је повређен, док је возач погинуо.

## Дјела
- „“, , 2004.
- „“, , Москва 2006.
- „“, роман, Вагриус, 2007.
- „“, књига приповедака, АСТ, 2008.
- „“, есеј, Лимбус Пресс, 2008.
- „“, антологија кратких прича, АСТ, 2008.
- „“, , 2009.
- „“, ауторова збирка интервјуа са писцима и песницима, АСТ, 2009.
- „“, антологија приповедака, АСТ, 2009.
- „“, , 2010.

По његовим делима су направљене позоришне представе и о њему је 2012. године направљен документарни филм.